# Campagne et Maritime

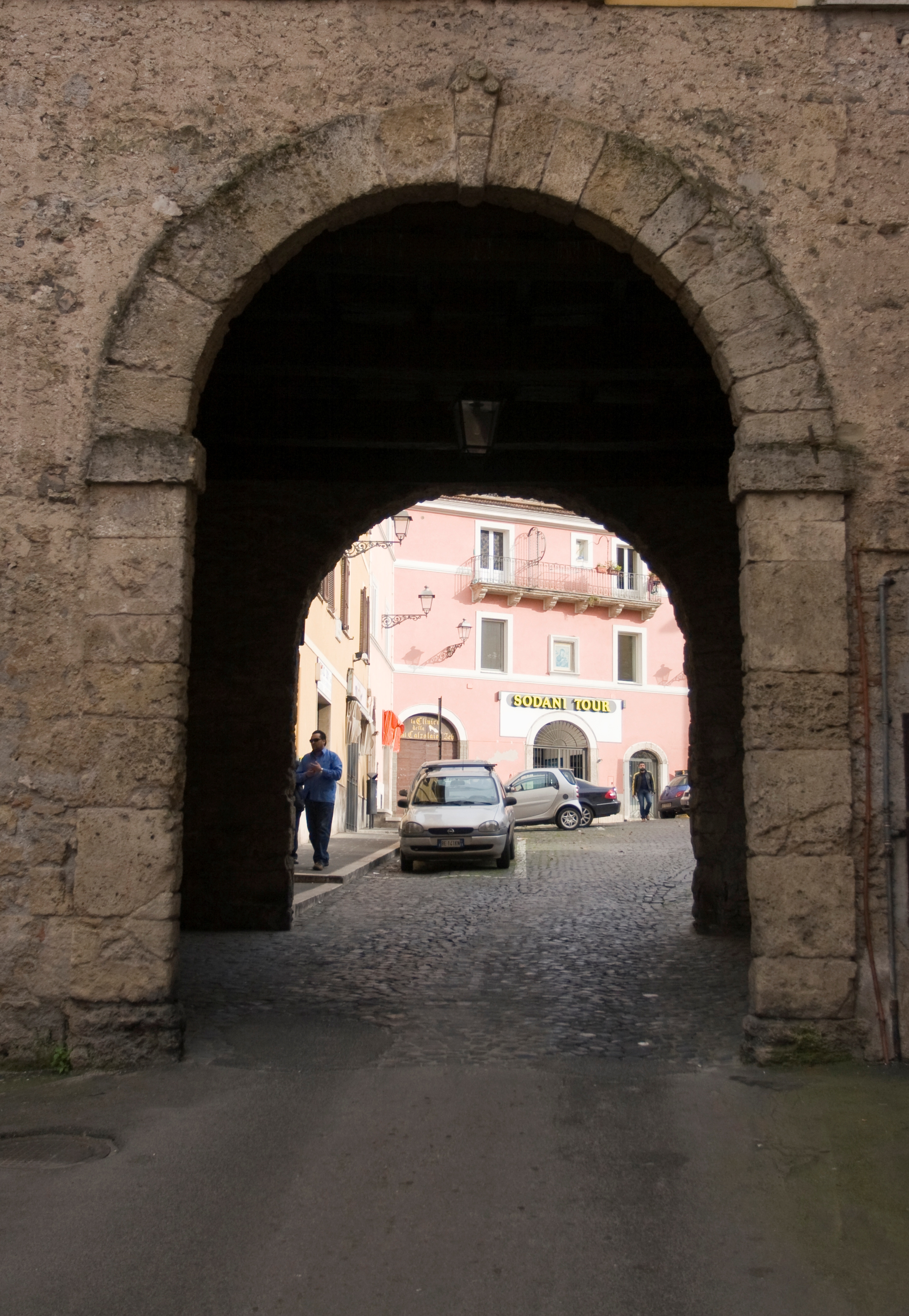
Porte Romaine à Frosinone

La Campagne et Maritime (Campagna e Marittima en italien) était l’une des sept provinces des États pontificaux jusqu’à la fin du XVIIIe siècle.
Celle-ci s’étendait dans le Latium, du sud/sud-est de Rome et d’Ostie arrosés par le Tibre inférieur, vers les confins de la Campanie c’est-à-dire la vallée du Liri et la ville de Terracina, plus l’enclave de la ville de Bénévent.
Le chef-lieu de la province était la ville de Frosinone.

## Histoire
La création de la province en 1198 relève d’une volonté du pape Innocent III de contrecarrer les désirs autonomistes de certaines villes du sud du domaine pontifical comme Alatri, Ferentino, Velletri et Terracina, en installant une garnison à Ferentino.
En 1357, la formation de la province de Campagne et Maritime fut confirmée par les Constitutions égidiennes.